# كريستيان غارسيا (لاعب كرة قدم إكوادوري)
كريستيان غارسيا كاخاس (مواليد 6 يوليو 2004) هو لاعب كرة قدم إكوادوري، يلعب في مركز المدافع مع نادي إنديبندينتي ديل فال. وُلد في إسبانيا لأب إسباني وأم ذات أصول إكوادورية أفريقية، ويمثل منتخب الإكوادور تحت 20 عامًا دوليًا.

## المسيرة
وُلد كريستيان غارسيا في مدريد لأم إكوادورية من أصول أفريقية وأب إسباني، وبدأ ممارسة كرة القدم منذ سن مبكرة. قضى عشرة أعوام في أكاديمية **سيتيه بيكوس كولمينار**، حيث كان قائد فريقه. في يوليو 2021، انضم إلى أكاديمية ريال مدريد بعد موسم واحد في صفوف ألكوبينداس.
في عام 2022، انتقل إلى نادي ليغانيس.
في يوليو 2023، انضم غارسيا إلى صفوف إنديبندينتي ديل فال.

## المسيرة الدولية
استُدعي كريستيان غارسيا إلى صفوف منتخب الإكوادور تحت 20 سنة للمشاركة في كأس العالم تحت 20 سنة لكرة القدم 2023 التي أُقيمت في الأرجنتين في مايو 2023.